# Alexander Pfriem
Alexander Pfriem (* 25. Juni 1977) ist ein deutscher Ingenieur und Hochschullehrer. Er ist Professor für Chemie und Physik des Holzes sowie chemische Verfahrenstechnik am Fachbereich Holzingenieurwesen der Hochschule für nachhaltige Entwicklung Eberswalde.

## Werdegang
Pfriem studierte zunächst von 1998 bis 2003 Verarbeitungs- und Verfahrenstechnik an der Technischen Universität Dresden mit Auslandsaufenthalten an der Universität von Newcastle upon Tyne (Großbritannien) und der Universität Cantho (Vietnam). 2003 schloss er das Studium als Diplomingenieur ab, seine Diplomarbeit zum Thema Untersuchungen zum Aufschluss von Holz und Einjahrespflanzen im Extruder zur Herstellung von Faserplatten unterschiedlicher Dichte wurde 2003 mit dem Herbert-Flemming-Preis ausgezeichnet.
Von 2003 bis 2010 war Pfriem wissenschaftlicher Mitarbeiter an der Professur für Holz- und Faserwerkstofftechnik der TU Dresden und von 2003 bis 2004 als wissenschaftlicher Mitarbeiter beim Forschungs- und Entwicklungsdienstleister GWT TUD GmbH. Er promovierte im Dezember 2006 an der Fakultät Maschinenwesen der Technischen Universität Dresden zum Doktor-Ingenieur mit dem Thema Untersuchungen zum Materialverhalten thermisch modifizierter Hölzer für deren Verwendung im Musikinstrumentenbau. Die Dissertation wurde 2006 mit dem Preis Wissenschaft und Forschung auf dem Gebiet der Umwelttechnik der Friedrich und Elisabeth Boysen-Stiftung ausgezeichnet. Von 2007 bis 2012 hatte Pfriem einen Lehrauftrag an der staatlichen Studienakademie Dresden der Berufsakademie Sachsen. Er hat seit 2010 die Professur für Holzchemie, Holzphysik und chemische Verfahrenstechnik an der Hochschule für Nachhaltige Entwicklung Eberswalde inne und ist seit 2013 Vizepräsident für Forschung und Transfer. Pfriem baute eine Arbeitsgruppe auf und leitete im Jahr 2024 vierzehn Mitarbeiter.

## Aktuelle Forschungsschwerpunkte
Die strategischen Forschungsschwerpunkte von Pfriem betreffen vorrangig die Materialforschung, Produktentwicklung und holzbasierte Bioökonomie.
In diesem Zusammenhang werden u. a. chemische und physikalische Modifikationsprozesse von Holz und deren Kombination untersucht, um beispielsweise heimisches, thermisch modifiziertes Holz anstelle von Tropenhölzern für den Musikinstrumentenbau verwenden zu können oder um die Dauerhaftigkeit von Holz zu verbessern. Ein weiteres Thema der strategischen Forschungsausrichtung befasst sich mit der Entwicklung von Verbundwerkstoffen auf Holzbasis in Kombination mit innovativen Verfahrenstechniken. Weiterhin befasst sich Pfriem mit Produktentwicklungen, die der Mobilität dienlich sind so wie mit der Etablierung einer Kreislaufwirtschaft zur Verlängerung der Produktnutzungsdauer und Ressourcenschonung von Holz und Holzbauteilen.

## Publikationen (Auswahl)
- Review – Die Verwendung von Tropenholz im Musikinstrumentenbau – Chancen für alternative Materialien? Holztechnologie. 59 (2018) 5, 15–20
- Pyrolysis machine, chapter 5.5.5. Zeinali D., Kolaitis, D.I. [Hrsg.] Guide for Obtaining Data from Reaction to Fire Tests. COST FP 1404. 2018
- Thermally  modified  wood  for  use  in  musical  instruments.  Drvna  industrija  –“Wood Industry”, 66 (2015) 3, 251–253
- mit Clauder, L.; Linke, N.; Shchupakivskyy, R.: Anwendung der Hochfrequenz-Dichtemessung  zur  Erfassung  der  lokalen  Dichteänderung  von  Eichenholz  infolge  einer thermischen Modifikation. Holztechnologie, 54 (2013) 3, S. 30–34
- Fachbereich  Holztechnik  an  der  Hochschule  für  nachhaltige  Entwicklung  Eberswalde (FH). Holztechnologie, 54 (2013) 4, S. 56–57
- mit Dietrich, T., Buchelt, B.: Furfuryl alcohol impregnation for improved plastici-zation and fixation during the densification of wood. Holzforschung, 66 (2012) 2, S. 215–218
- Alteration of water absorption coefficient of spruce (Picea abies (L.) Karst.) due to thermal modification. Drvna industrija – “Wood Industry”, 62 (2011) 4, 311–313
- mit Buchelt, B.: Influence of the slicing technique on mechanical properties of the produced veneer. European Journal of Wood and Wood Products 69 (2011) 1, S. 93–99
- mit Buchelt, B.; Zauer, M.; Wagenführ, A.: Comparative analysis of thermally modified and native spruce loaded perpendicular to the grain. European Journal of Wood and Wood Products, 68 (2010) 3, S. 267–270
- mit Zauer, M.; Wagenführ, A.: Alteration of the unsteady sorption behaviour of maple (Acer pseudoplatanus L.) and spruce (Picea  abies(L.) Karst.) due to thermal  modification. Holzforschung, 64 (2010) 2, S. 235–241
- Horbens,  M.; Beyer, M.; Peters, J.: Untersuchung von Extraktstoffen aus thermisch modifizierter Rotbuche (Fagus sylvatica L.) auf ihre fungizide Wirkung. Holztechnologie 50 (2009) 2, S. 32–36
- mit Zauer, M.; Wagenführ, A.: Alteration of the pore structure of spruce (Picea abies (L.)  Karst.) and maple (Acer pseudoplatanus L.) due to thermal treatment as determined by helium pycnometry and mercury intrusion porosimetry. Holzforschung, 63 (2009) 1, S. 94–98
- mit Zauer, M.; Oertel, M.; Wagenführ, A.: Vergleichende Untersuchungen zur Zerspanbarkeit von ligninbasierenden Werkstoffen, mitteldichten Faserplatten sowie Spanplatten. Holz als Roh- und Werkstoff, 66 (2008) 5, S. 379–380
- mit Wagenführ, A.: Feuchtigkeitsabhängigkeit des Elastizitätsmoduls thermisch modifizierter und nativer Fichte (Picea abies (L.) Karst.). Holz als Roh- und Werkstoff, 66 (2008) 1, S. 77–79
- mit Grothe, T.; Wagenführ, A.: Einfluss der thermischen Modifikation auf das instationäre Sorptionsverhalten von Fichte (Picea abies (L.) Karst.). Holz  als  Roh-  und Werkstoff, 65 (2007) 4, S. 321–323
- mit Eichelberger, K.; Wagenführ, A.: Acoustic properties of thermally modified spruce for use for violins. Journal of the Violin Society of America: VSA-Paper 21 (2007) 1, S. 102–111